# Línea R3 (AUVASA)
La línea R3 de AUVASA es un servicio nocturno que se presta durante las Ferias y Fiestas de la Virgen de San Lorenzo de la ciudad de Valladolid. Une el Recinto Ferial con el barrio de La Victoria pasando por los barrios de Huerta del Rey y Girón.

## Frecuencias
| DÍA                                       | LUGAR DE SALIDA  | HORARIOS DE SALIDA       |
| ----------------------------------------- | ---------------- | ------------------------ |
| Lunes a jueves laborables y días festivos | REAL DE LA FERIA | 23:30, 0:15 y 1:00       |
| Viernes y vísperas de festivos            | REAL DE LA FERIA | 23:30, 0:15, 1:00 y 2:00 |
| Último día de ferias                      | REAL DE LA FERIA | 23:30 y 0:00             |

## Paradas
| Hacia La Victoria                                        | Correspondencia con líneas: |
| -------------------------------------------------------- | --------------------------- |
| Avda. Mundial 82 Estadio José Zorrilla                   | R R1 R2 R4 R5               |
| Avda. Ramón Pradera fte. Feria de Valladolid             | B2                          |
| C/ Bálago esq. Ramón Pradera                             | B2                          |
| C/ Sementera esq. Mieses                                 | B2                          |
| Avda. Los Cerros esq. Oriental                           | B2                          |
| Avda. Los Cerros 46 esq. Hogar                           | B2                          |
| Avda. Las Contiendas fte. 109                            | B2                          |
| C/ Enseñanza Centro Ed. Especial                         | B2                          |
| Avda. Gijón Cristo Rey                                   | B2                          |
| Avda. Gijón 3 fte. canal                                 | B2                          |
| Avda. Gijón fte. Júpiter                                 | B2                          |
| C/ Fuente el Sol 2 esq. Pza. San Bartolomé               | B2                          |
| C/ Fuente el Sol 50 esq. San Sebastián                   | B2                          |
| Pº Jardín Botánico parc. 7 fte. Centro Salud La Victoria | B2                          |
| Pº Jardín Botánico 8                                     | B2                          |
| C/ Jara esq. Hierbabuena                                 | B2                          |
| Pº Jardín Botánico esq. Brezo                            | B2                          |